# الکترا (فیلم ۱۹۶۲)
«الکترا» (یونانی: Ηλέκτρα) یک فیلم به کارگردانی مایکل کاکویانیس است که در سال ۱۹۶۲ منتشر شد. از بازیگران آن می‌توان به ایرنه پاپاس اشاره کرد.